# Ялак
Яла́к  — село в Ахтынском районе Дагестана.
Образует сельское поселение село Ялак как единственный населённый пункт в его составе.

## География
Село расположено в ущелье Самурского хребта, выше села Хрюг, недалеко от административной границы с Рутульским и Курахским районами при впадении реки Суван кӏам в Гъвали кӏам в урочище Зехе-дере. Ялак расположен в двадцати километрах от райцентра Ахты и в восьми километрах от Самурской трассы (Магарамент-Ахты-Рутул). Близлежащие сёла — Хрюг, Зрых, Гогаз, Ашар, Кукваз, Хюрехюр, Гельхен. Выше села в горах находится небольшой лес П|ирен верхер. В ущелье Ялака находятся серные источники «Кпул ятар».
Ялак исторически делится на кварталы: Берги мягьле, Сурар мягьле, Цӏурар мягьле. Вокруг села находятся урочища: Агьа кар, Зегье кам, Зегье ник, Ивичӏар, Камун ник, Къаях дагъ, Кьвалар кьил, Фаризар мигьий, Рудран дагъ, Суван дагъ, Тунуг дагъ, Туьлуьс, Узар дагъ, Цӏаруз ник. Родники: Верхьер булах, Кьвалар булах, Латун булах, Нуцӏра булах, Суван булах, Узун булах, Къацахан булах.

## История
Согласно преданиям, вокруг Ялака ранее располагалось несколько поселений: Хараб-Гюней (ныне здесь пастбища Цару), Фризар (сохранились домусульманские, т. н. армянские захоронения) и др. Жители этих поселений объединились в целях обороны от внешних врагов в единое село Ялак. Переселенцы образовали отдельные кварталы, в которых компактно жили тухумы. В Ялаке принимали переселенцев из других селений: Ашар, Гельхен, Играх и др. В середине 18 века село входило в состав Рутульского союза сельских общин. В последней четверти 18 века ялакцы обратились к Ахтыпаре с просьбой включения в её состав, но получили от ахтыпаринцев политически мотивированный отказ. Тогда ялакцы вместе с луткунцами обратились за покровительством к казикумухскому шамхалу, который дал своё согласие при условии ежегодной дани зерном. К концу XVIII века Ялак и Луткун, находившиеся прежде под властью казикумухских шамхалов, перешли под власть какинского бека, так как шамхал выделил из состава своего государства Какинское бекство, в котором поставил править своих братьев Шуайб-бека и Исаак-бека. В дальнейшем в 19 веке между ялакцами и какинскими беками происходили конфликты. В Кавказской войне некоторые ялакцы участвовали на стороне имама Шамиля, переселившись в Имамат, среди которых были Исмаил-эфенди, Хизри-эфенди, Абдуразак и др.
В 1839 году Ялак вошёл в состав Самурского округа. В 1865 году в Ялаке насчитывалось 132 двора, в 1873—140 дворов. В 1883 году ялакцы подняли восстание. Во время Великой Отечественной войны 121 житель села отправились на фронт, из них 87 погибли в боях. По переписи 1886 года в Ялаке было 163 двора. До революции 1917 г. в Ялаке было пять мечетей.

## Население
| 1895 | 1926 | 1939 | 1959 | 1970 | 1989 | 2002 |
| ---- | ---- | ---- | ---- | ---- | ---- | ---- |
| 878  | ↘704 | ↗711 | ↘483 | ↗506 | ↘225 | ↗371 |
| 2010 | 2012 | 2013 | 2014 | 2015 | 2016 | 2017 |
| ↗593 | ↘586 | ↘583 | ↘574 | ↘565 | ↘560 | ↘557 |
| 2018 | 2019 | 2020 | 2021 | 2023 | 2024 | 2025 |
| ↘545 | ↘533 | ↗537 | ↘268 | ↘257 | ↘250 | ↘248 |

По национальности жители села лезгины. По вероисповеданию мусульмане-сунниты. В 1869 году в селе проживало 694 человека, из них мужчин — 356, женщин — 338. Село состояло из 132 дымов. В 1886 году в селе проживало 911 человек. Население села делится на тухумы: Квасаяр, Цӏурар, Мегьреванар, Салманар, Чкибар.